# Xenodromius
Xenodromius is een geslacht van kevers uit de familie van de loopkevers (Carabidae). De wetenschappelijke naam van het geslacht is voor het eerst geldig gepubliceerd in 1891 door Bates.

## Soorten
Het geslacht Xenodromius omvat de volgende soorten:
- Xenodromius brachinoides Mateu, 1976
- Xenodromius curtulus Mateu, 1976
- Xenodromius flohri Bates, 1891
- Xenodromius microphthalmus Mateu, 1976
- Xenodromius reyesi Mateu, 1976
- Xenodromius testaceus Mateu, 1976